# 布瓦勒欧蒙
布瓦勒欧蒙（法語：Boisleux-au-Mont，法語發音：[bwalø o mɔ̃]）是法国上法蘭西大區加来海峡省的一个市镇，属于阿拉斯区。

## 地理
布瓦勒欧蒙（50°12'36"N, 2°46'54"E）面积4.66 平方千米，位于法国上法蘭西大區加来海峡省，该省份为法国北部沿海省份，西北濒北海，南至索姆省，东临北部省。
与布瓦勒欧蒙接壤的市镇（或旧市镇、城区）包括：梅尔卡泰勒、穆瓦耶讷维尔、布瓦里圣马丹、布瓦里-圣里克特吕德、布瓦勒圣马克、菲舍、阿姆兰库尔。

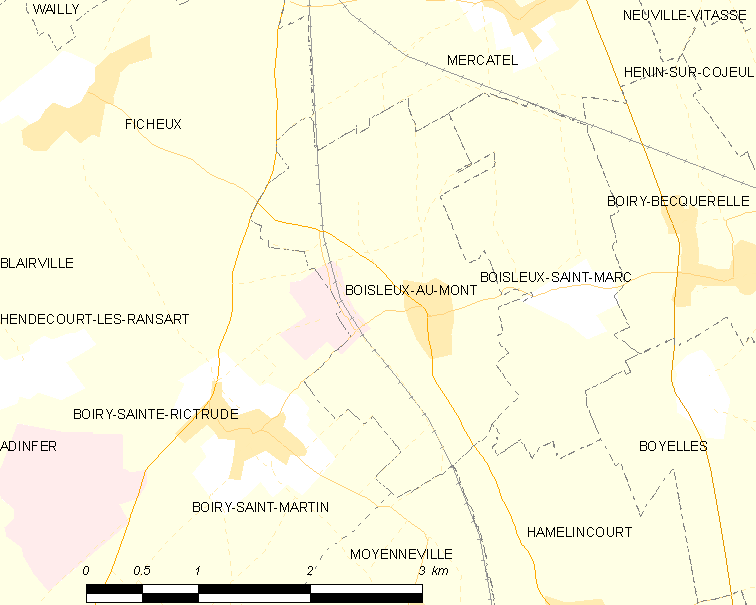
布瓦勒欧蒙的OSM定位图

布瓦勒欧蒙的时区为UTC+01:00、UTC+02:00（夏令时）。

## 行政
布瓦勒欧蒙的邮政编码为62175，INSEE市镇编码为62151。

## 政治
布瓦勒欧蒙所属的省级选区为阿拉斯第三县。

## 人口

1962-2008年间布瓦勒欧蒙人口变化图示

布瓦勒欧蒙于2022年1月1日时的人口数量为522人。